# Sobrino de Botín

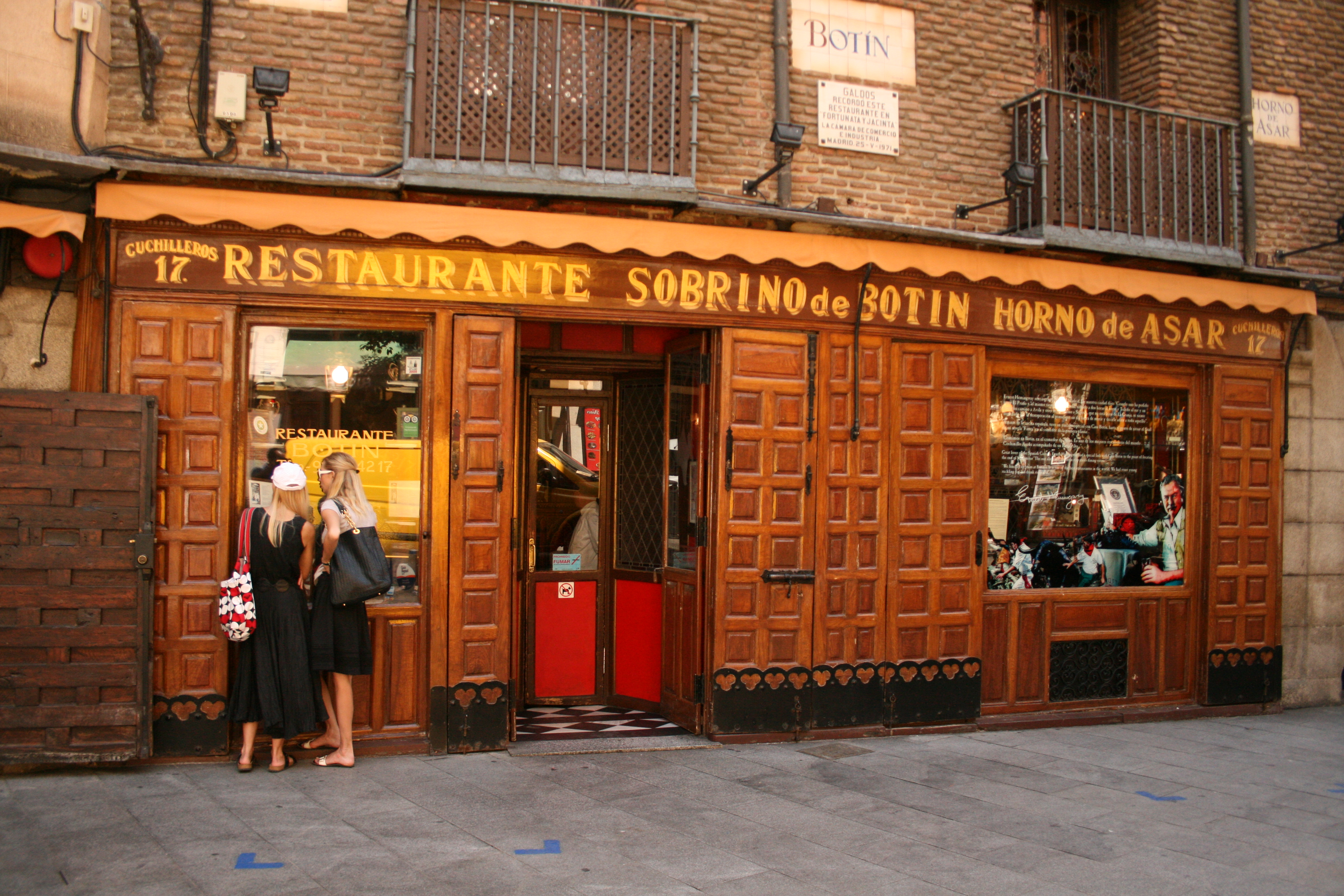
Restauracja w 2009 roku

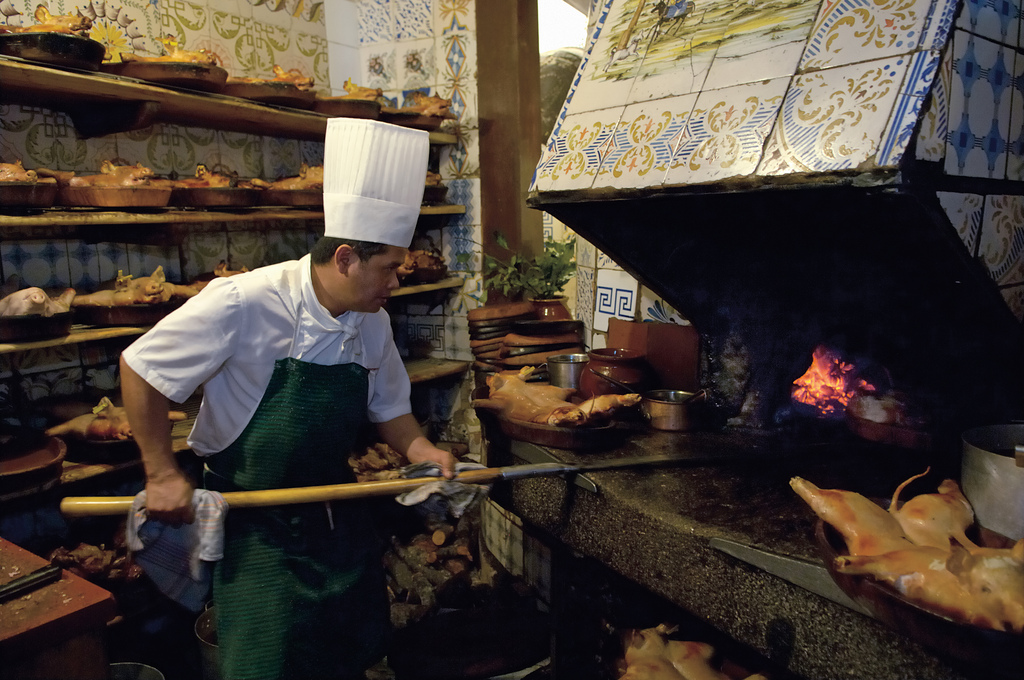
Piec opalany drewnem

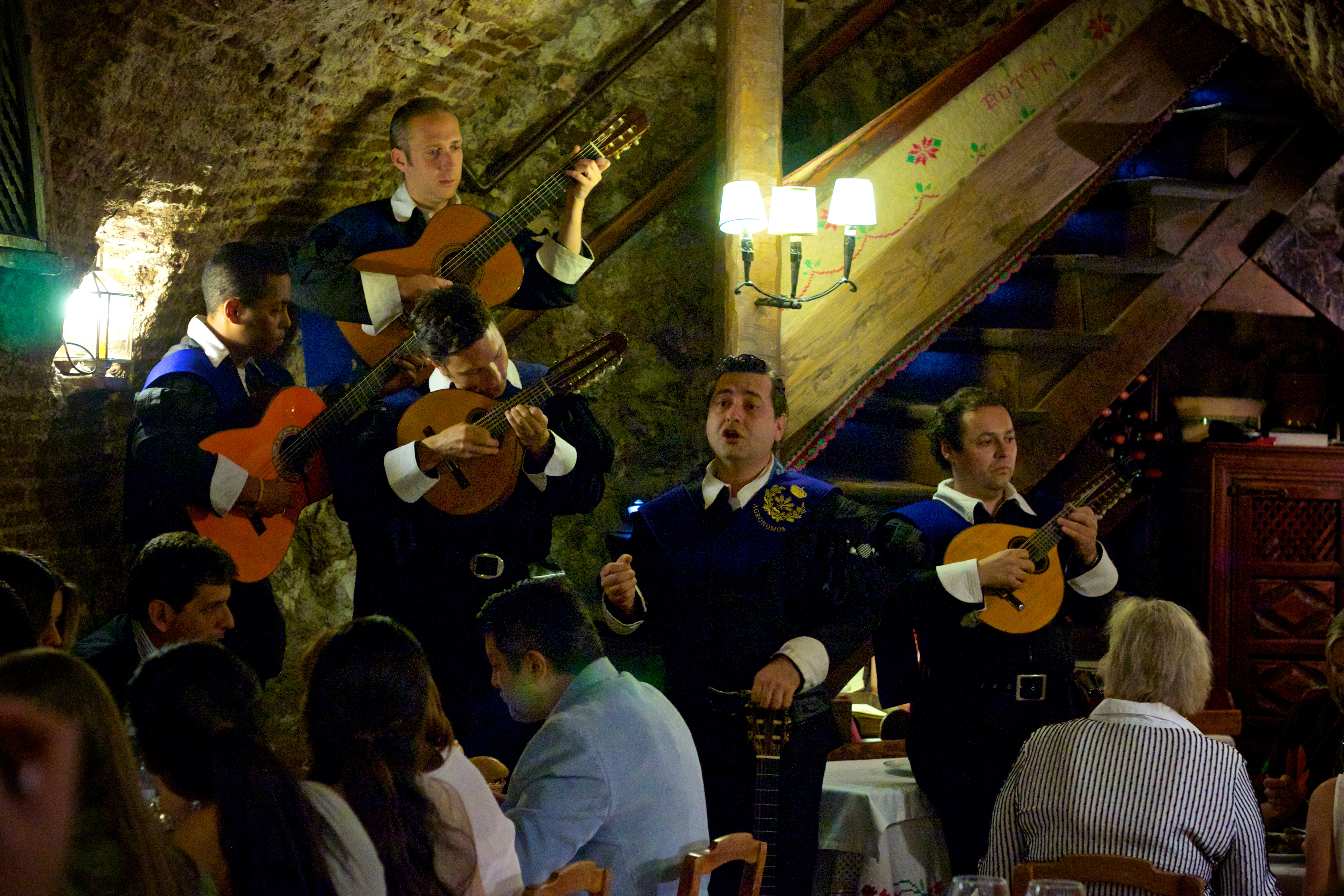
Wnętrze

Sobrino de Botín – według Księgi Rekordów Guinnessa, najstarsza restauracja świata, która została otwarta w 1725 roku

## Historia
Restaurację otworzył Francuz nazwiskiem Jean Botín i nazywała się ona początkowo Casa Botin. Podróżując po Hiszpanii, zachwycił się kuchnią Segowii do tego stopnia, że postanowił otworzyć w Madrycie restaurację serwującą tamtejsze specjały.
Botin nie miał dzieci i przekazał restaurację bratankowi swojej żony i dlatego nazwa została zmieniona na Sobrino de Botin („bratanek” po hiszpańsku to właśnie sobrino).
Według informacji, nieco odmiennej, z oficjalnej strony restauracji „Sobrino de Botin”, na jednej z ulic w rejonie handlu i rzemiosła osiedlił się francuski kucharz Jean Botín, wraz z żoną pochodzącą z Asturii, z zamiarem podjęcia pracy u szlachcica z dworu habsburskiego. W 1725 roku bratanek żony Botína otworzył małą karczmę przy Calle Cuchilleros i przeprowadził remont parteru budynku, zamykając istniejące podcienia. Dowodem tej pracy jest płyta przy wejściu do budynku z datą. Od 1930 roku właścicielem restauracji jest rodzina González (pierwszymi byli Amparo Martín i jej mąż Emilio González).
Sobrino de Botin cieszy się sławą najstarszej restauracji na świecie i taką informację podaje Guinness. Jest jednak kilka restauracji znacznie starszych. Restauracja madrycka otrzymała to wyróżnienie, ponieważ pozostaje w tym samym oryginalnym budynku i z tym samym wnętrzem z XVIII wieku.
Restauracja budziła zainteresowanie wielu autorów i została wspomniana w powieściach m.in.: Ernesta Hemingwaya (Słońce też wschodzi), Fredericka Forsytha (Ikona, Kobra), Grahama Greene'a (Monsignore Kichote) i Jamesa Michenera.
Uważa się, że Francisco Goya jako nastolatek zmywał naczynia w kuchni Botina.